# She's a Rainbow
〈She's a Rainbow〉는 롤링 스톤스의 곡으로 1967년 음반 《Their Satanic Majesties Request》에 실렸다. 믹 재거와 키스 리처즈가 롤링 스톤스를 위해 작곡한 곡 중 "가장 예쁘고 가장 개성 없는 곡"은 의도적으로는 다소 모호하지만, "스마트한 노래"로 불렸다.

## 발매 및 등장
〈She's a Rainbow〉는 1967년 12월에 싱글로 발매되었고 미국에서 25위에 올랐다. 롤링 스톤스의 컴필레이션 음반에 《Through the Past, Darkly (Big Hits Vol. 2)》 (1969년), 《More Hot Rocks (Big Hits & Fazed Cookies)》 (1972년), 《30 Greatest Hits》 (1977년), 《Singles Collection: The London Years》 (1989년), 《Forty Licks》 (2002년), 《GRRR!》 (2012년) 등 정기적으로 수록되었다. 이 공연은 1997년~1998년 Bridges to Babylon Tour에서 가끔 공연되었다. 롤링 스톤스는 2016년 2월 América Latina Olé Tour에서 칠레 산티아고와 브라질 상파울루에서 공개 요청으로 이 곡을 연주하기도 했다.

## 참여 인원
롤링 스톤스
- 믹 재거 – 보컬, 퍼커션
- 키스 리처즈 – 어쿠스틱 기타, 백 보컬
- 브라이언 존스 – 멜로트론, 퍼커션, 백 보컬
- 빌 와이먼 – 베이스 기타, 백 보컬
- 찰리 와츠 – 드럼, 퍼커션

추가 인원
- 니키 홉킨스 – 피아노
- 존 폴 존스 – 현악 편곡